# Nacarina lavrasana
Nacarina lavrasana är en insektsart som beskrevs av De Freitas och Penny 2001. Nacarina lavrasana ingår i släktet Nacarina och familjen guldögonsländor. Inga underarter finns listade i Catalogue of Life.